# Blockrandbebauung

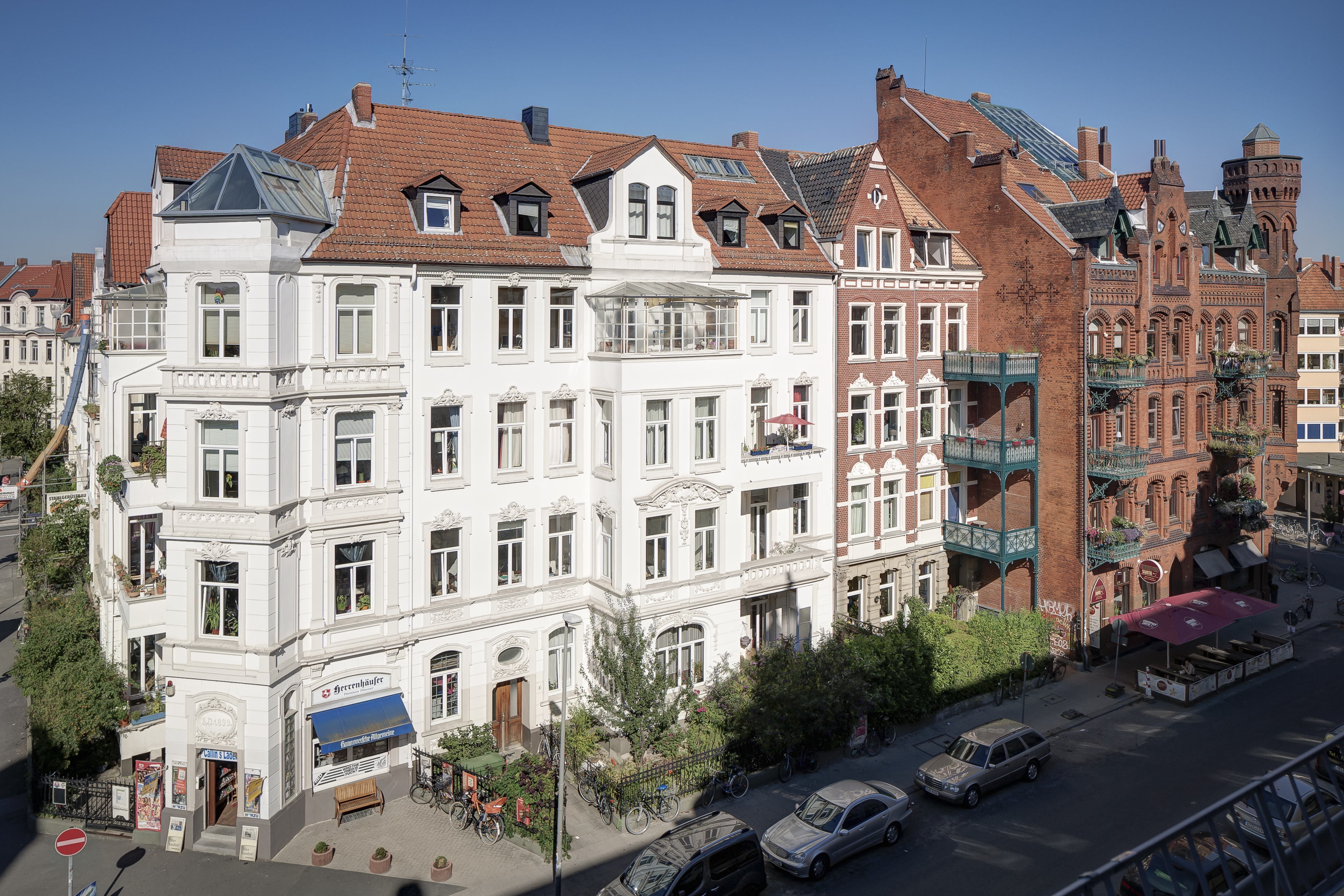
Urbanes Blockrandquartier in der Nordstadt von Hannover. Charakteristisch ist, dass die Gebäude direkt nebeneinander und bis zum Straßenrand gebaut wurden. Selten gibt es wie hier noch kleine Vorgärten, meist befindet sich im Innenhof ein gemeinsamer, ruhiger Garten.

Blockrandbebauung (in Österreich auch Blockrandverbauung) bezeichnet eine städtebauliche Gruppierung von Gebäuden in geschlossener Bauweise um einen gemeinsamen Hof (Freifläche). Die Blöcke sind allseitig von Straßen (meist von vier Straßen) eingerahmt und die Bebauung ist zur Straße orientiert.
Die Quartiere in dieser Bebauungsform werden als Blockrandquartiere oder als Häuserblocks bezeichnet. Viele dieser Quartiere entstanden vor allem in Europas Altstädten und Stadterweiterungen der Industrialisierung ab der Mitte des 19. Jahrhunderts, später auch in anderen Ländern. Mitunter wurden ganze Planstädte in Blockrandbebauung errichtet, um den steigenden Wohnraumbedarf decken zu können. Blockrandviertel gelten heute oft als bevorzugte Wohnlage bzw. Szeneviertel und vereinen das städtische Leben auf sich. Im Zuge modernen Städtebaus wird die Blockrandbebauung als urbane Wohnform wiederentdeckt. Mitunter werden auch zuvor offene Bauriegel durch Nachverdichtung zu Blockrändern verdichtet.
Die halböffentliche Fläche im Innenhof von Blockrandbauten ist im Allgemeinen begrünt und abgeschirmt von den meist zu einer Straße gewandten Gebäudevorderseiten. Der Hof steht den Bewohnern (Mietern und Eigentümern) zur Nutzung zur Verfügung, meistens steht heute dabei eine Gestaltung mit Pflanzen, eine Kinderspielnutzung oder Funktionsnutzung (z. B. Parkplätze, Gewerbenutzung, Außengastronomie) im Vordergrund. Bis in die erste Hälfte des 20. Jahrhunderts wurde die Hoffläche meistens für hauswirtschaftliche Tätigkeiten genutzt, wofür es meist Funktionsbauten wie Wasch- und Gerätehäuser sowie Teppichstangen auf dem Hof gab. Bei Wohnungsmangel wurden manche Höfe auch zur Wohnnutzung verdichtet.

## Geschichte

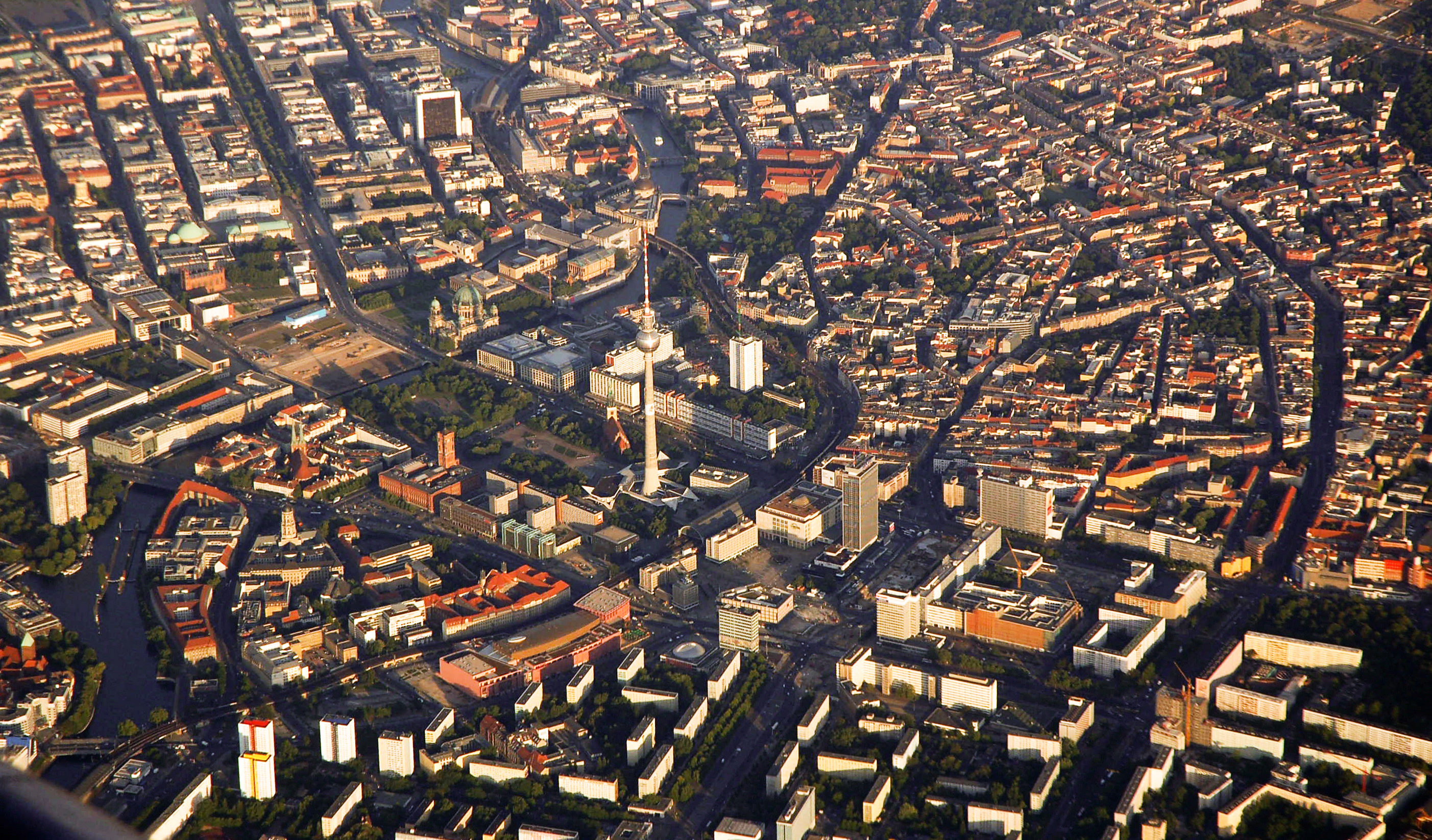
Luftbild von Berlin-Mitte: am oberen Bildrand Quartiere in Blockrandbebauung, unten eine offene, siedlungsartige Bebauung der Moderne

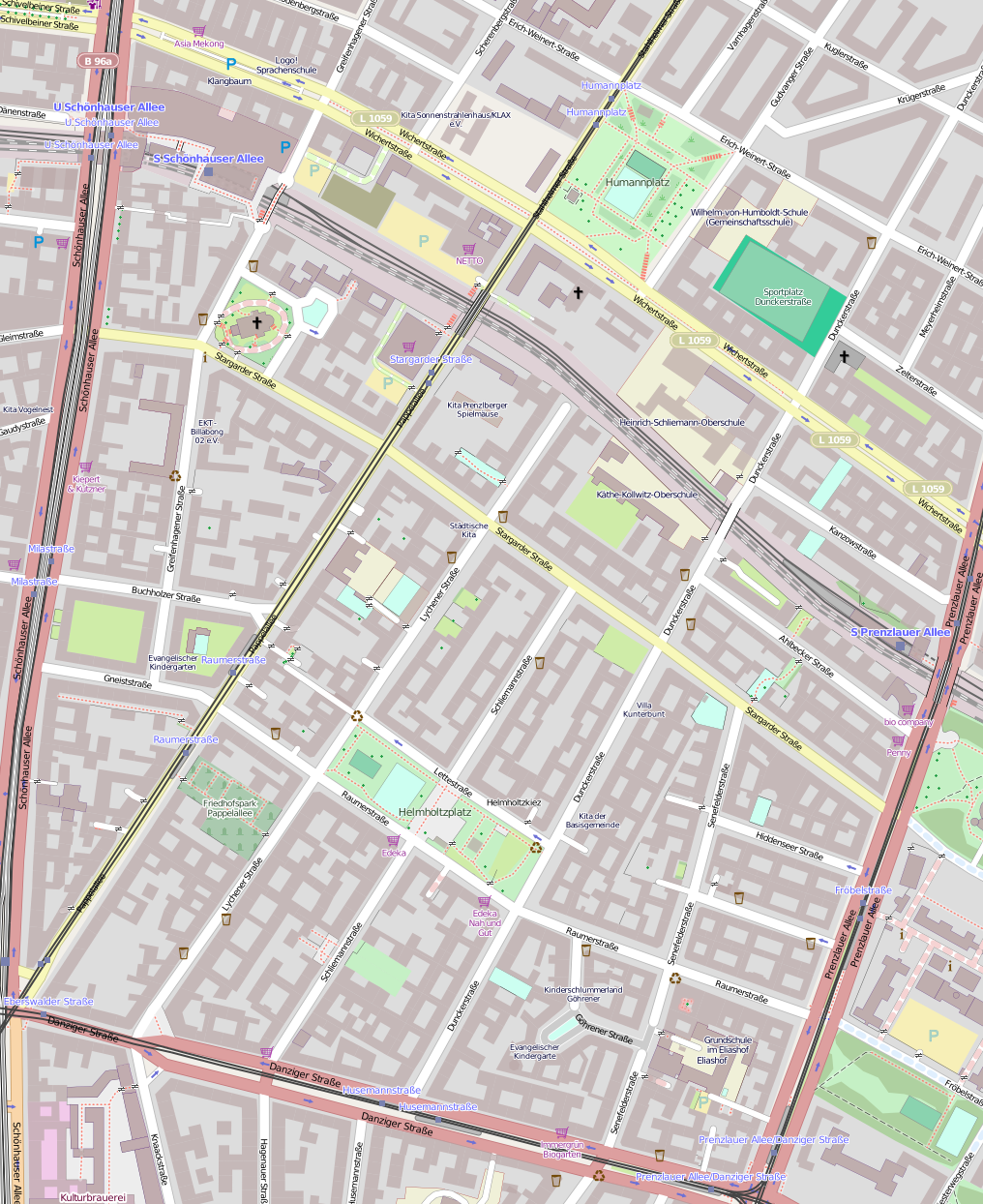
Schema: überwiegend durch Blockrandbebauung geprägter Berliner Helmholtzkiez

Als „Urtyp“ der Blockrandbebauung kann die Römische Stadt der Antike gelten, mancherorts wurden besonders hohe und dichte Insulae errichtet. Auch mittelalterliche Städte waren häufig sehr dicht und urban bebaut, folgten dabei aber meist keiner bestimmten Ordnung, außer z. B. bei Planstädten. Spätestens in der frühen Neuzeit erfuhr das Konzept von geschlossenen Häuserblöcken eine Wiederbelebung. Insbesondere die in jener Zeit von Fürsten angelegten oder erweiterten Städte wurden auf diese Weise geplant und erbaut. Als gutes Beispiel einer noch heute gut sichtbaren konsequenten Blockrandbauweise des 17. Jahrhunderts kann die Mannheimer Quadratestadt gelten. Auch in anderen europäischen Ländern wurden zu dieser Zeit großstädtisch geplante Blockrandstrukturen geschaffen, z. B. in Sankt Petersburg und beim Amsterdamer Grachtengürtel.
Als sich die Städte infolge der Industrialisierung im 19. Jahrhundert allgemein ausdehnten, wurde die Blockrandbauweise fast selbstverständlich angewandt. Weltberühmt wurde vor allem die Umgestaltung und großstädtische Verdichtung von Paris durch Haussmann zwischen 1853 und 1870, der Städte wie Budapest, Bukarest und Buenos Aires nacheiferten. Auch der Hobrecht-Plan für Berlin von 1862 prägte den Städtebau der Zeit, ebenso wie der metropolische Ausbau Wiens u. a. mit dem Wiener Stadterweiterungsfonds. In Nordamerika regelte der im Jahr 1811 in Kraft gesetzte Commissioners’ Plan die Erweiterung der Besiedlung der Insel Manhattan für fast ein Jahrhundert.
Die Generation des neuen Bauens, die sich seit den 1920er-Jahren durchzusetzen begann, stand der Blockrandbebauung überwiegend feindselig gegenüber. So forderte etwa der Architekt Le Corbusier im Jahr 1929: „Il faut tuer le rue corridor!“ (Man muss die Korridorstraße töten). Die 1933 von ihm veröffentlichte Charta von Athen sollte den Städtebau der Moderne zur Abkehr von der verdichteten Bebauung bewegen und führte weltweit in vielen Städten zu einer strikten Funktionstrennung der Stadträume, z. B. in reine Wohn-, Büro- und Einkaufsquartiere. Zudem wurde die aufgelockerte Bauweise mit großen Freiflächen propagiert. Diese Bauweise wurde von Beginn an auch von Kritik begleitet, spätestens mit dem 1972 erfolgten Abriss der erst 1955 erbauten Siedlung Pruitt-Igoe, dessen Abriss retrospektiv als Beginn der Postmoderne verkündet wurde.
Ab Ende der 1980er kam es mit der Bewegung des Neuen Urbanismus zur Wiederaufnahme der Blockrandbebauung. Gemäß ihren Vertretern unterstütze die Bebauung im Blockrand die Vorzüge städtischen Lebens in Verbindung mit einer erheblichen Einsparung von Ressourcen (Anfahrtswege, Heizkosten, Infrastrukturkosten usw.). Von der 2007 veröffentlichten Leipzig Charta zur nachhaltigen europäischen Stadt ausgehend befördert die Initiative Nationale Stadtentwicklungspolitik die durchmischte und verdichtete Bebauung in Deutschlands Städten.

## Beispiele für Blockrandbebauung

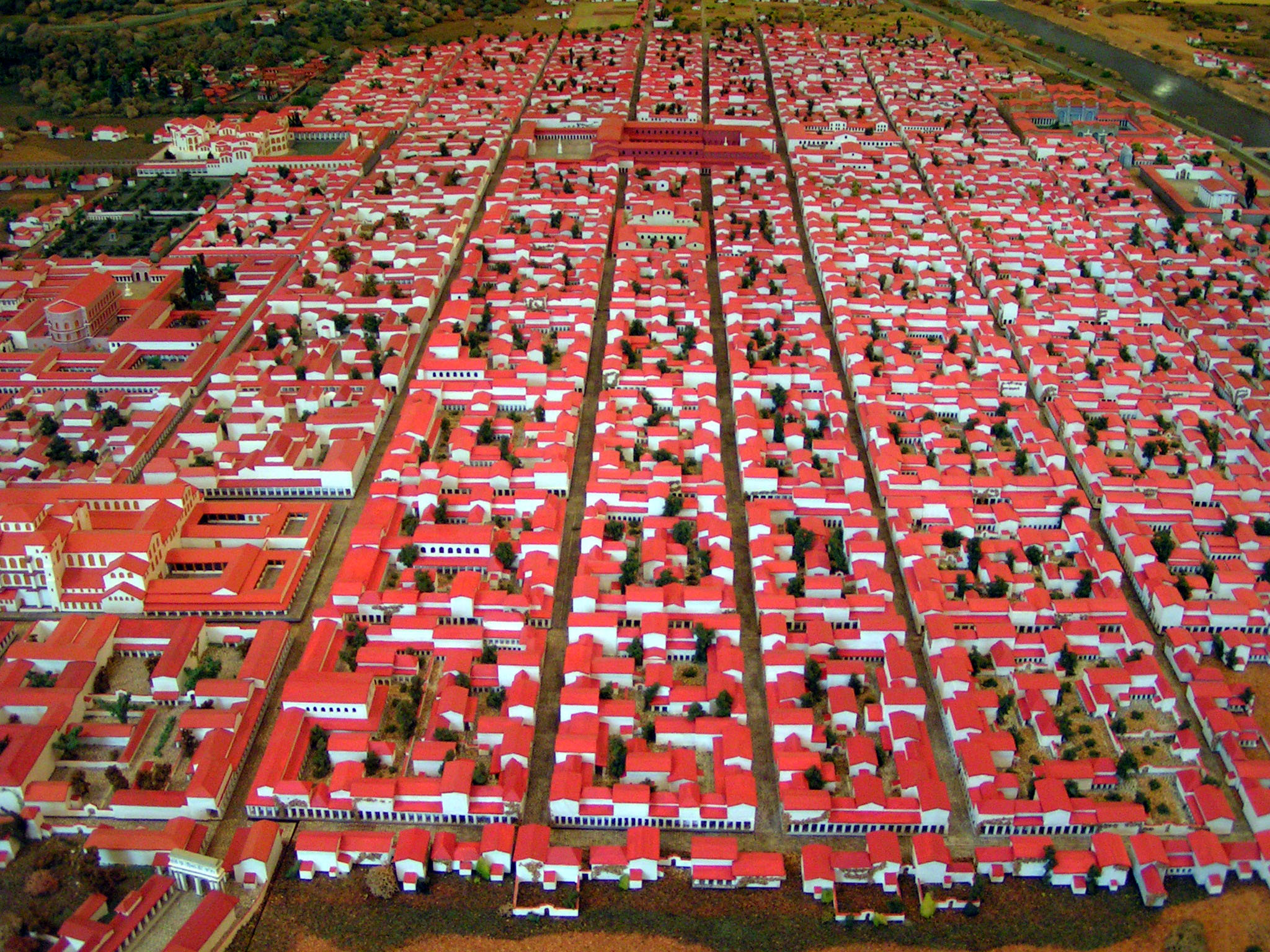
Augusta Treverorum, das römisch-antike Trier mit seinen blockrandartigen Strukturen (Modelldarstellung um 360 n. Chr.)
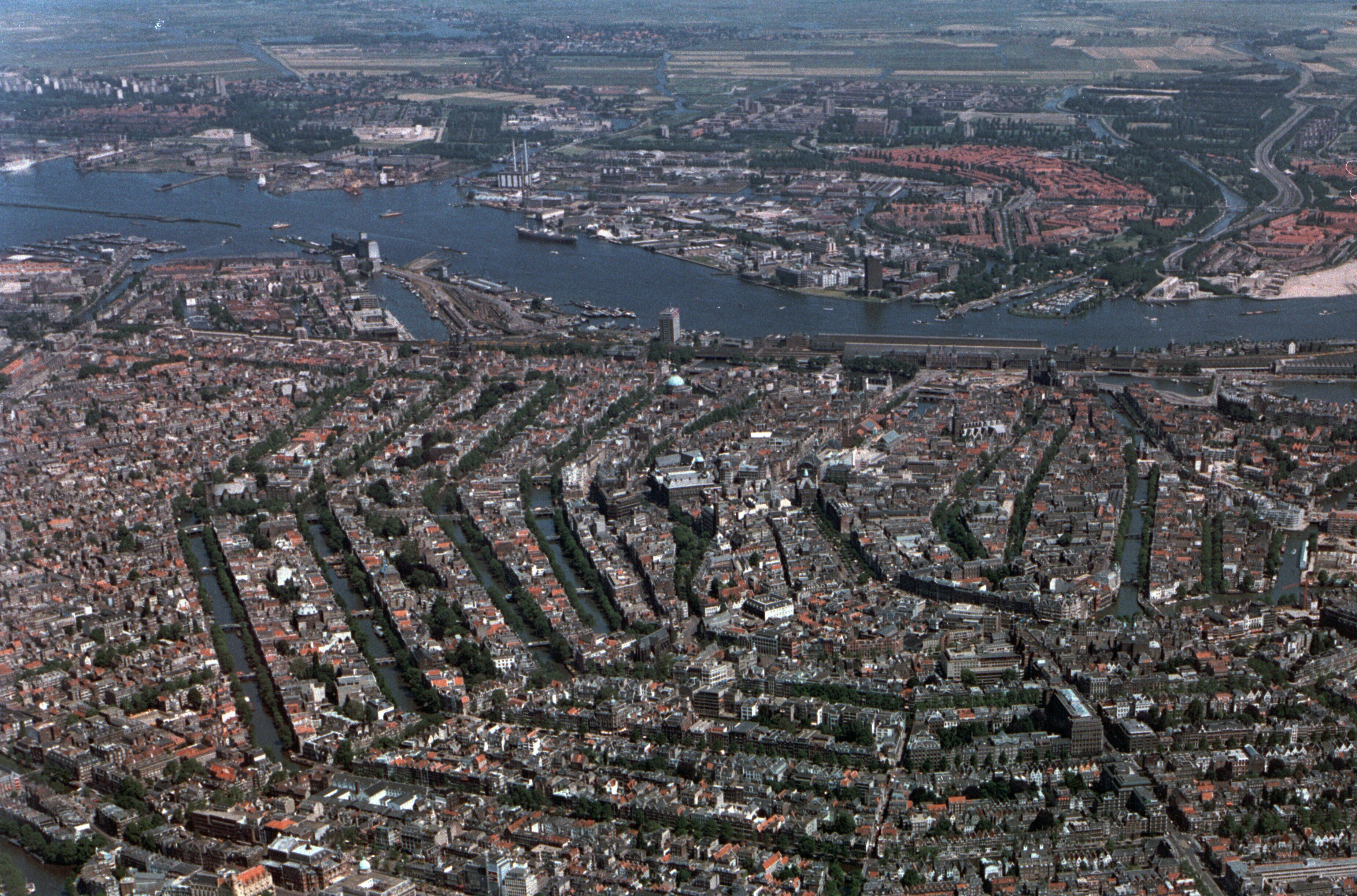
Der Amsterdamer Grachtengürtel ist ein Beispiel für geplante Blockrandstrukturen des 17. Jahrhunderts
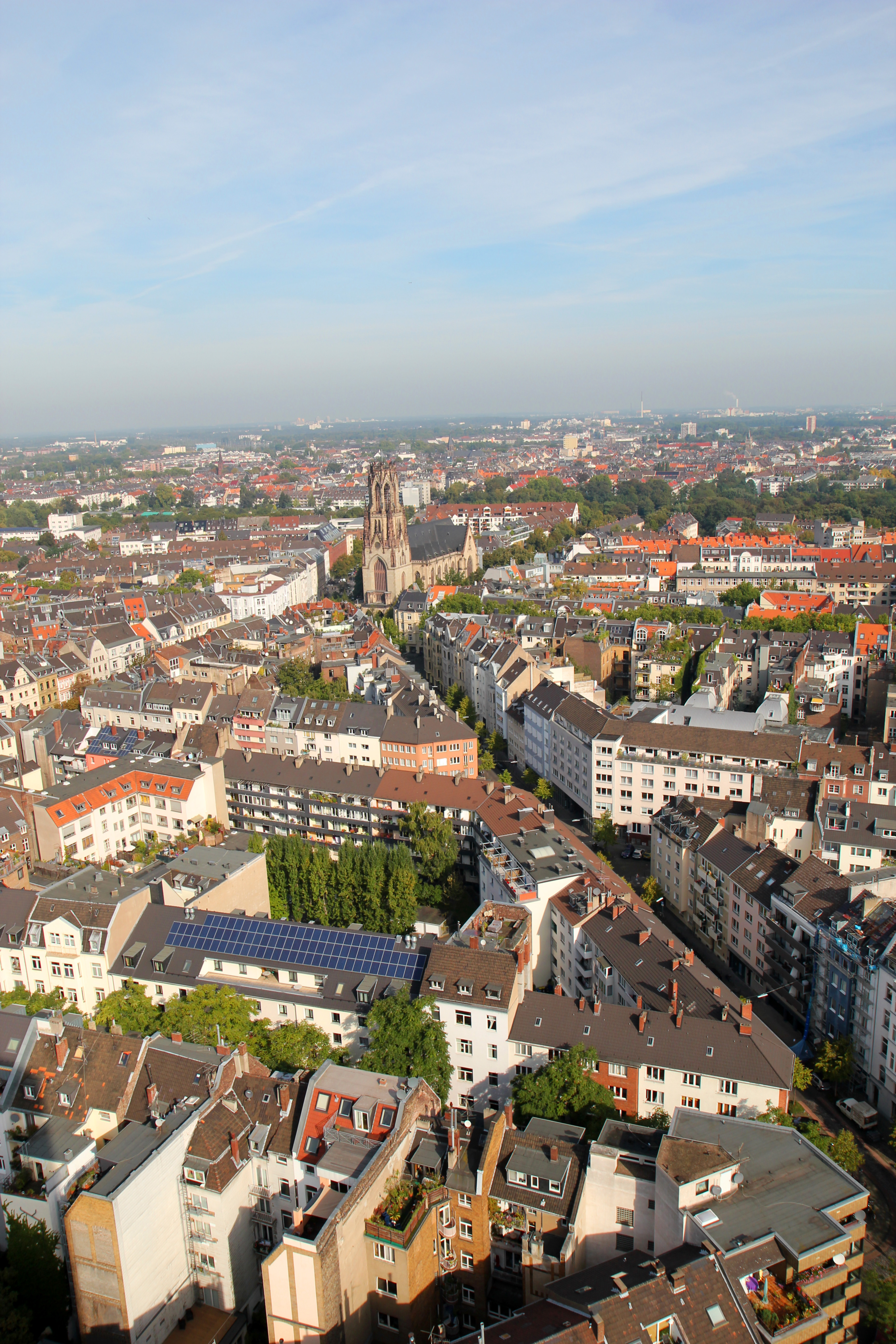
Urbanes Kölner Agnesviertel in Blockrandbauweise
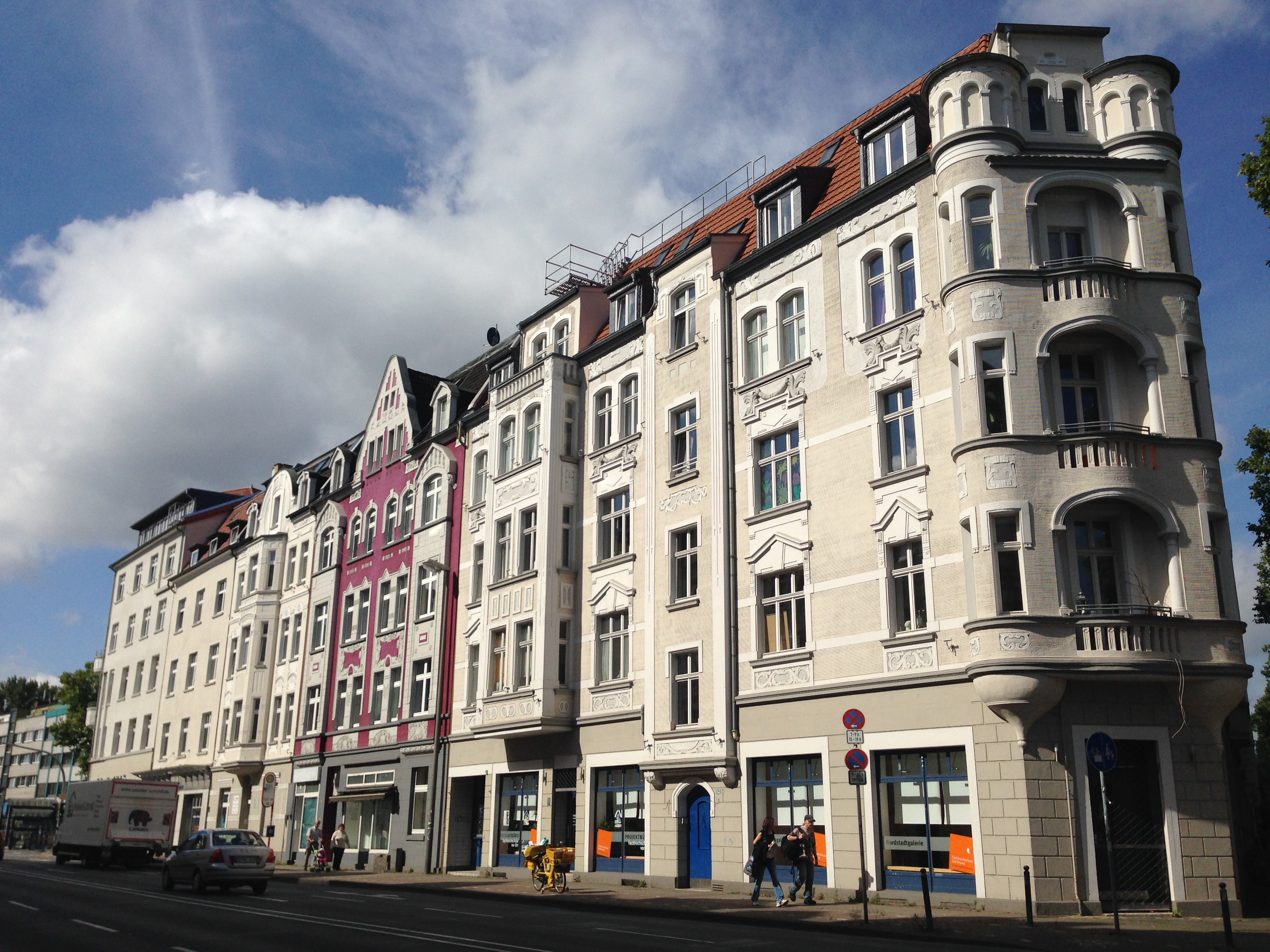
Das während der Industrialisierung im 19. Jahrhundert gewachsene Viertel Nordmarkt in Dortmund hat die höchste Bevölkerungsdichte der Stadt (ca. 8000 Einwohner/km²)
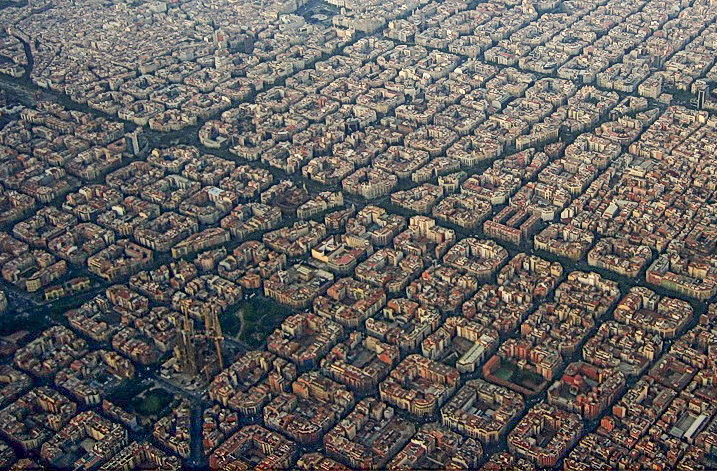
„Extrembeispiel“: Eixample in Barcelona
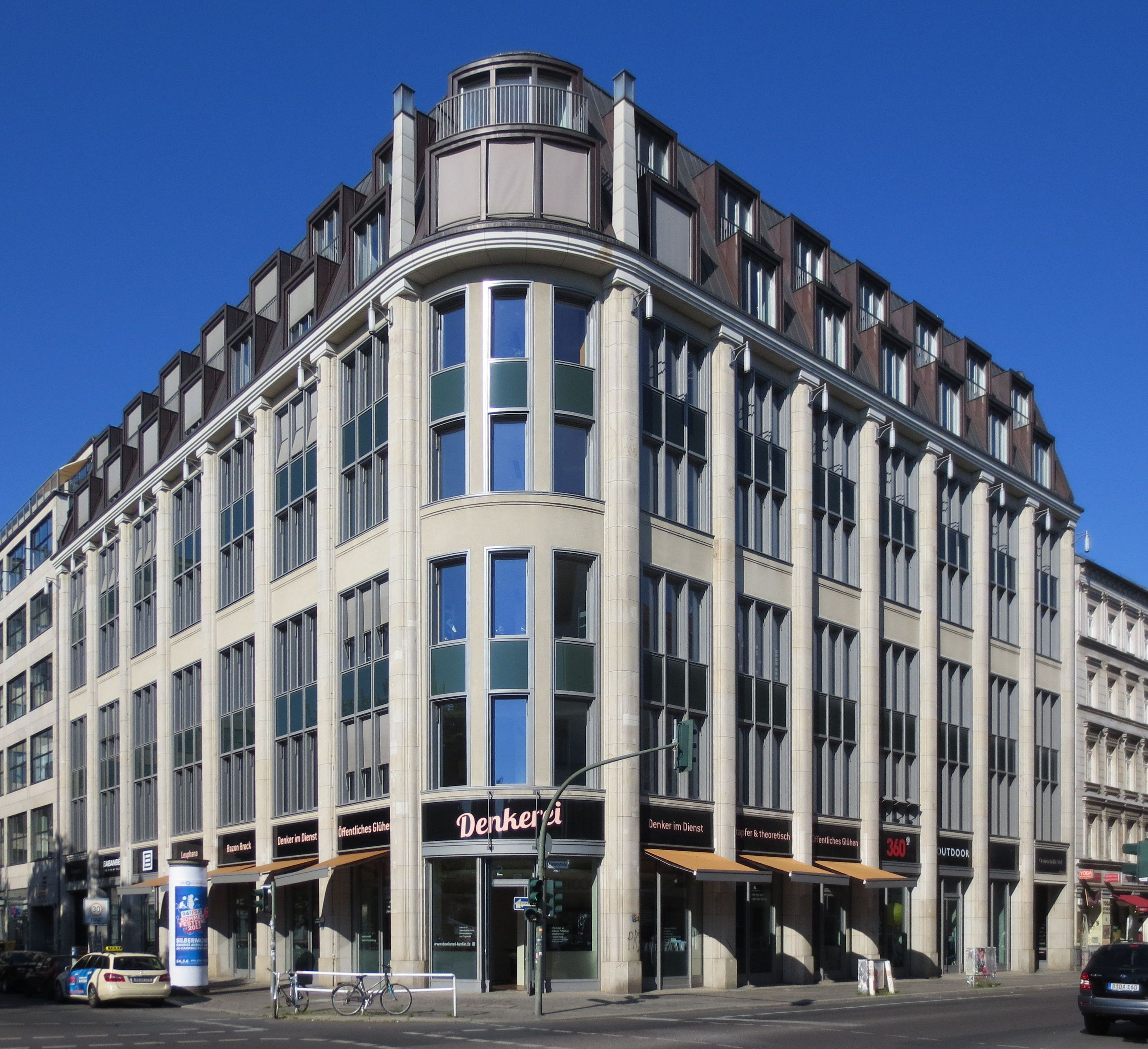
Blockrand-Eckbau am Oranienplatz in Berlin-Kreuzberg
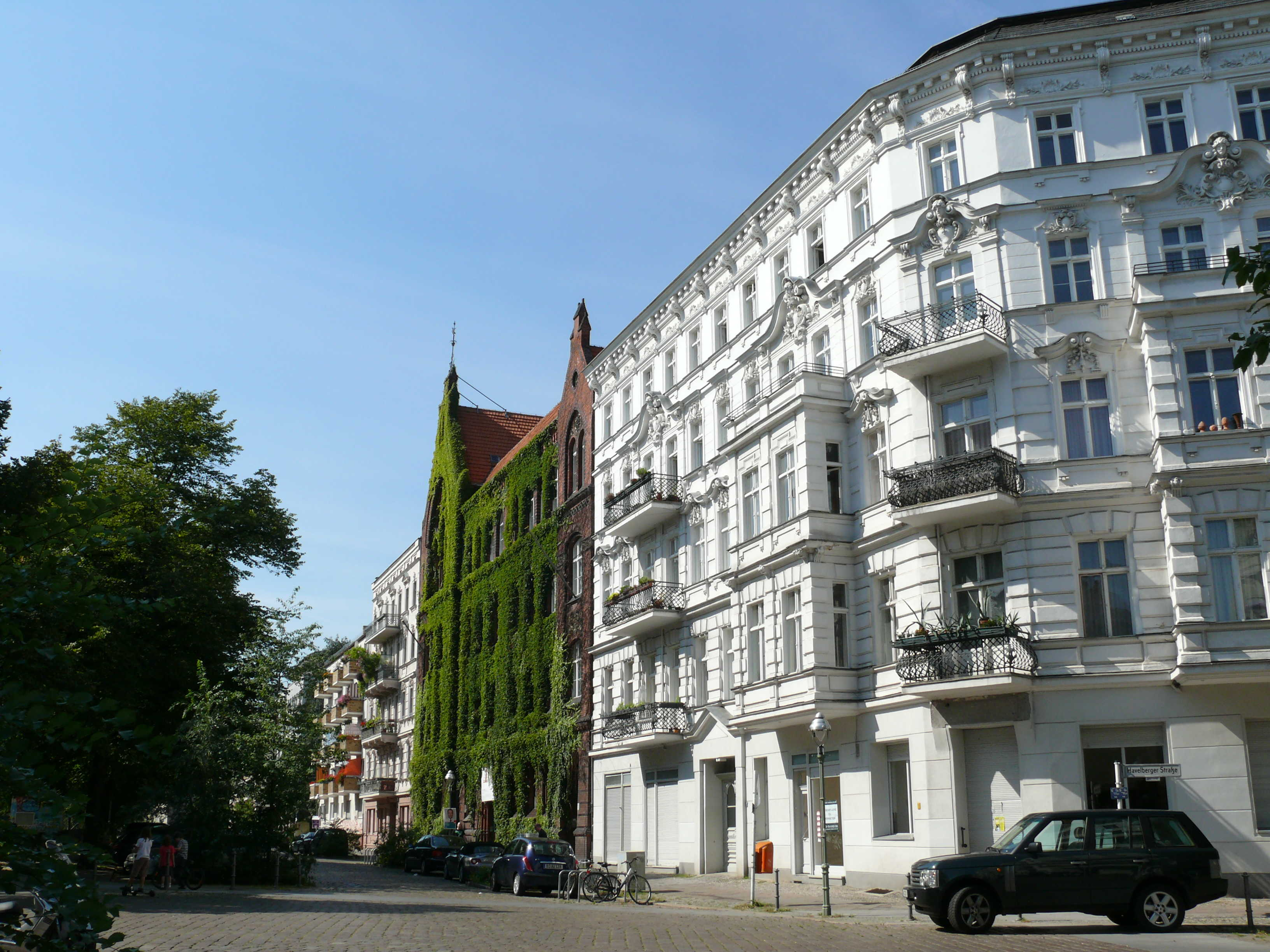
Stephankiez in Berlin-Moabit
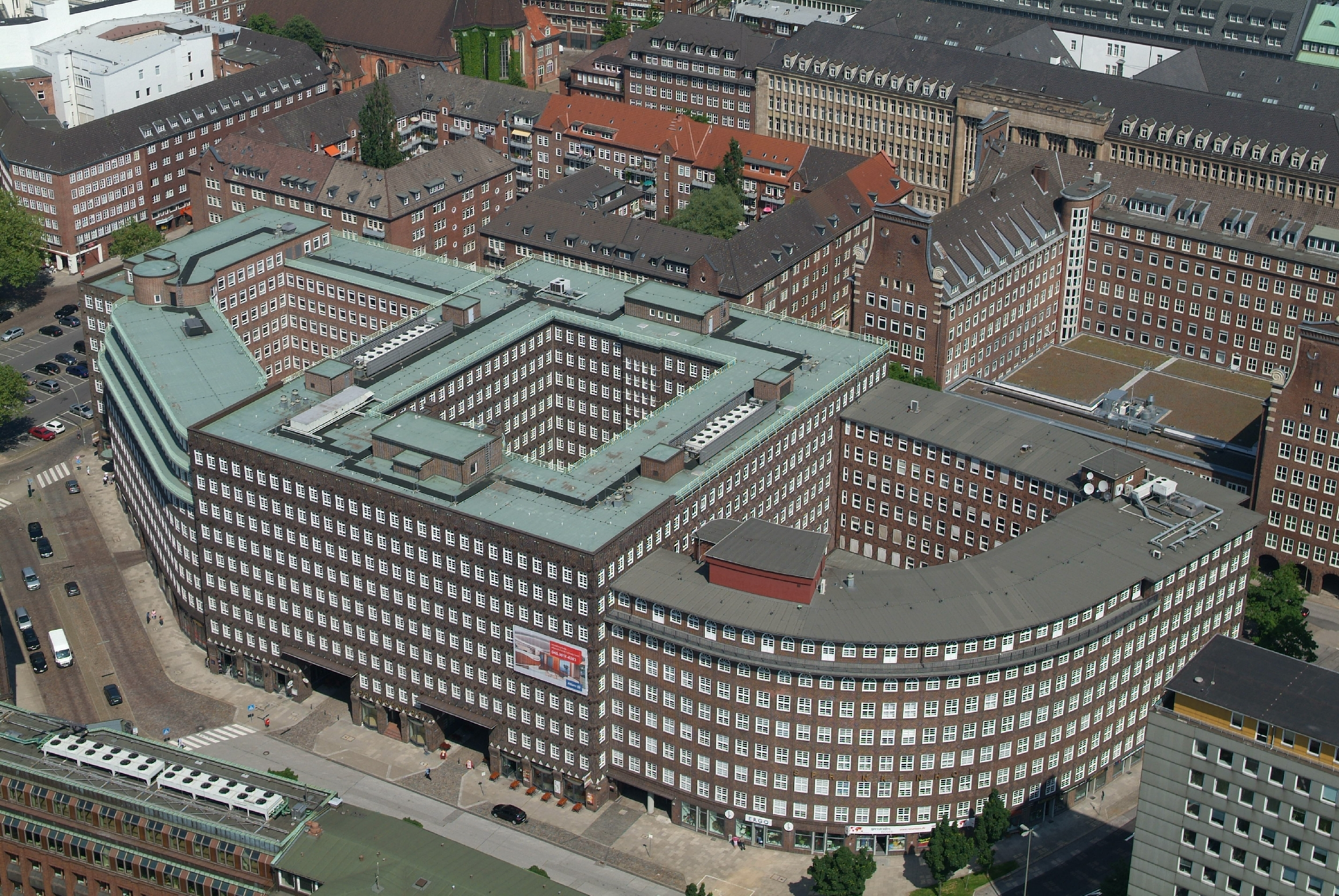
Kontorhausviertel der 1920er in Hamburg